# 坂上浄野
坂上 浄野（さかのうえ の きよの）は、平安時代初期の貴族。名は清野とも記される、大納言・坂上田村麻呂の四男。官位は正四位下・右兵衛督。

## 経歴
若い頃から家風の通り武芸に飛び抜けて優れており、大同元年（806年）神野親王（のちの嵯峨天皇）が春宮に立てられると、浄野は春宮少進として仕える。ある時親王が騎射に優れた者20名を選抜してその技量を競わせたが、浄野は春宮少進として唯一これに選ばれた。また、歩射士の佐味香飾麻呂・飯高常比麻呂と浄野の三人で競射を行ったところ、浄野が最も優れていた。このことで浄野は騎射の技量を認められて親王に寵愛された。
嵯峨朝の弘仁10年（819年）従五位下・陸奥鎮守将軍に叙任、翌弘仁11年（820年）には陸奥介も兼務するなど東北地方の経営に従事した。弘仁13年（822年）右近衛少将に任官して京官に復すと、翌弘仁14年（823年）には従五位上に叙せられた。
天長元年（824年）薩摩守次いで土佐権守に左遷され、淳和朝では不遇を託つ。
仁明朝に入ると入京を許され、天長10年（833年）正五位下・陸奥出羽按察使に叙任されて、再び東北地方の経営にあたる。承和3年（836年）従四位下に昇叙される。また、承和4年（837年）には、鎮守将軍匝瑳末守から、去年の春から今年の春に至るまで百姓が妖言をして騒擾が止まず奥郡の民が住居を捨てて逃げ出しているとの報告があり、大規模な反乱など異変の発生に備えるために、援兵1000人を動員して交替で勤務させたい旨を奏上し許されている。その後も異変の発生はなく、浄野は蝦夷の人々と友好を保ち按察使の任務を無事勤め上げた。承和6年（839年）国司の任期を終えて帰京し右馬頭に任ぜられると、承和9年（842年）右兵衛督と仁明朝後半は武官を歴任し、承和12年（845年）には従四位上に叙せられている。
晩年は老いと病気により敢えて官職を避けたという。嘉祥3年（850年）文徳天皇の即位後まもない4月に正四位下に叙せられるが、同年8月4日卒去。享年62。最終官位は右兵衛督・正四位下。

## 官歴
『六国史』による。
- 大同元年（806年） 日付不詳：春宮少進（春宮・神野親王）
- 時期不詳：正六位上
- 弘仁10年（819年） 正月7日：従五位下・陸奥鎮守将軍
- 弘仁11年（820年） 日付不詳：兼陸奥介
- 弘仁13年（822年） 日付不詳：右近衛少将
- 弘仁14年（823年） 11月20日：従五位上
- 天長元年（824年） 日付不詳：薩摩守。日付不詳：土佐権守
- 天長10年（833年） 3月：正五位下。3月：陸奥出羽按察使
- 承和3年（836年） 正月7日：従四位下
- 承和6年（839年） 2月18日：右馬頭
- 承和9年（842年） 7月25日：右兵衛督
- 承和12年（845年） 正月7日：従四位上。7月3日：兼因幡守
- 嘉祥3年（850年） 4月17日：正四位下。5月17日：兼相模守。8月4日：卒去（右兵衛督正四位下）

## 系譜
- 父：坂上田村麻呂[1]
- 母：不詳
- 生母不明の子女
  - 男子：坂上当宗[3]
  - 男子：坂上当峰[3]
  - 男子：坂上当道（813-867）[3]
  - 男子：坂上広道[4]
  - 男子：坂上当澄[4] - 小野篁の養子

浄野には、長男の坂上当宗（鎮守将軍）、次男の坂上当峰（出羽守）、三男の坂上当道（陸奥守）の三人の男子があったが、それぞれ東北運営に関与した。